# Чуже щастя
Чуже щастя — радянський художній фільм 1978 року, знятий на кіностудії «Узбекфільм».

## Сюжет
Учасник війни пройшов шлях від простого тракториста до керівника великого господарства. А пішовши на пенсію і переосмисливши минуле, герой зрозумів, що перед багатьма винен і, в першу чергу, винен перед жінкою, яка його кохала. Чи можливо решту життя віддати людям?

## У ролях
- Хамза Умаров — Абдурахман
- Сайрам Ісаєва — Турдихон
- Мурад Раджабов — епізод
- Зульфікар Мусаков — епізод
- Фіруза Аріфханова — епізод
- Набі Рахімов — Мелібай
- Шавкат Газієв — Західов
- Максум Юсупов — епізод
- Іслам Ахадов — епізод
- Юрій Померанцев — епізод
- Наріман Мухамедов — епізод
- Раззак Хамраєв — епізод
- Айбарчин Бакірова — епізод

## Знімальна група
- Режисер — Камара Камалова
- Сценарист — Мар Байджиєв
- Оператор — Абдурахім Ісмаїлов
- Композитор — Руміль Вільданов
- Художник — Садир Зіямухамедов